# Ирена Димова (политик)
Ирена Методиева Димова е български политик и икономист от ГЕРБ. Народен представител от ГЕРБ в XLIV, XLV, XLVI, XLVII и XLVIII народно събрание. Тя е областен координатор на ГЕРБ в област Монтана. Била е общински съветник от ГЕРБ и председател на Комисията по бюджет и финанси в Общински съвет – Монтана. Удостоена е с отличието „Почетен гражданин“ на община Монтана.

## Биография
Ирена Димова е родена на 13 ноември 1974 г. в град Михайловград, Народна република България. През 1995 г. играе в местния баскетболен отбор „Берк-Монтана Фитинги“, който става носител на купата на България и шампион на страната.
В периода от 3 март 2012 до 2017 г. е заместник-директор в НАП – Велико Търново, като координира работата на данъчните офиси в Монтана, Видин и Враца.